# عبد الله الحنين
عبد الله خالد الحنين (مواليد 13 يونيو 1996) هو لاعب كرة قدم سعودي يلعب حاليًا في من نادي الجيل.